# Ковтун Григорій Іванович
Григо́рій Іва́нович Ко́втун (нар. 1922 — пом. 1944) — радянський військовик часів Другої світової війни, радист взводу зв'язку 384-го окремого батальйону морської піхоти (Одеська військово-морська база Чорноморського флоту), старший червонофлотець. Учасник миколаївського десанту під командуванням К. Ольшанського. Герой Радянського Союзу (1945).

### Життєпис
Народився 25 вересня 1922 року в селі Черемушному, нині Зміївського району Харківської області. Українець. У 1934 році закінчив початкову школу в рідному селі, у 1937 році — 7 класів Зміївської середньої школи. У 1938 році закінчив школу ФЗУ при Харківському паровозобудівному заводі № 183 імені Комінтерна, працював строгальником на тому ж підприємстві.
У лавах РСЧФ з 29 серпня 1941 року. Закінчив школу Одеського навчального загону сторожових катерів ЧФ СРСР, де отримав спеціальність радиста. На фронтах Німецько-радянської війни з серпня 1942 року. У складі зведеного батальйону морської піхоти брав участь в обороні Новоросійська. У лютому 1943 року кулеметник 1-ї стрілецької роти 144-го окремого батальйону морської піхоти 83-ї окремої морської стрілецької Червонопрапорної бригади старший червонофлотець Г. І. Ковтун брав участь у десанті на Малу землю. У квітні 1943 року направлений у новосформований 384-й окремий батальйон морської піхоти. Брав участь у десантних операціях (Таганрог, Маріуполь, Осипенко, Миколаїв).
Особливо відзначився під час десантної операції в місті Миколаєві. У ніч з 25 на 26 березня 1944 року в складі десантного загону під командуванням старшого лейтенанта Костянтина Ольшанського на рибальських човнах переправився через Бузький лиман і висадився в Миколаївському порту з метою порушити бойове управління супротивника, перерізати комунікації та завдати удару по ворожій обороні з тилу, тим самим сприяючи наступу Червоної армії. Зайнявши оборону в районі портового елеватора, протягом двох діб десантники вели нерівний бій із переважаючими силами супротивника, відбивши 18 атак і знищивши понад 700 німецьких солдатів і офіцерів.
Загинув 28 березня 1944 року під час бою. Похований у братській могилі в центрі міста Миколаєва.

## Нагороди
Указом Президії Верховної Ради СРСР від 20 квітня 1945 року за зразкове виконання бойових завдань командування на фронті боротьби з німецько-фашистськими загарбниками та виявлені при цьому відвагу і героїзм, старшому червонофлотцеві Ковтуну Григорію Івановичу присвоєне звання Героя Радянського Союзу (посмертно).
Нагороджений орденами Леніна (20.04.1945), і Червоної Зірки (06.03.1943).